# Guillermo de Ware
Guillermo de Ware (fallecido después de 1300) fue un filósofo y teólogo franciscano inglés nacido en Ware, Hertfordshire, en fecha desconocida. Perteneció a la llamada Escuela de Oxford, donde era conocido como doctor praeclarus y fundatus.

## Biografía
Enseñó en la Universidad de Oxford entre 1290 y 1300. Bartolomé de Pisa lo llama Maestro de Duns Escoto, aunque no consta con certeza que lo fuera. Escribió un Comentario sobre las Sentencias de Pedro Lombardo, en donde se manifiesta como mente abierta, y cita no solamente a san Buenaventura y a Ricardo de Mediavilla, sino también a santo Tomás de Aquino, a Gil de Roma, a Enrique de Gante y a otros contemporáneos de diversas tendencias. Lo mismo que Ricardo de Mediavilla, Guillermo abandona algunas tesis características de la escuela bonaventuriana tomando posiciones de transición hacia el escotismo.

## Pensamiento
Guillermo se separa de la interpretación agustiniana de la iluminación divina y se orienta por la tesis tomista de que el alma humana debe poseer las facultades necesarias y adecuadas para la realización de su actividad natural, como es el conocimiento intelectual o racional.
Se adhiere también a la doctrina de la unidad de la forma, abandonando, por consiguiente, la composición hilemórfica de las sustancias espirituales. Sin embargo, identifica las facultades del alma con su esencia. Esta postura doctrinal parece estar fundamentada en la defensa que hace de la interacción entre las facultades
Hasta tal punto, y en esto sigue a san Agustín, que la impresión de la especie en la memoria o en el intelecto sería insuficiente para alcanzar el conocimiento sin el concurso de la voluntad, pues entendimiento y voluntad están íntimamente vinculados en todas sus funciones operativas.
La voluntad sigue teniendo un puesto prioritario, hasta tal punto que Guillermo de Ware ponga la voluntad especulativa, como así la llama, por encima del entendimiento práctico. La voluntad interviene necesariamente en el acto cognoscitivo imperando el ejercicio de la potencia intelectiva. Esta línea se verá confirmada y corroborada en Escoto.
Ware asume la prueba anselmiana de la existencia de Dios, y sostiene que la proposición Dios existe es per se nota, evidente y conclusiva del análisis del sujeto y del objeto, aunque este análisis no sea fácil, sino resultado de un gran esfuerzo.